# Свет Азии
«Свет Азии, или Великое отречение» (англ. The Light of Asia, or the Great Renunciation) — наиболее значительное произведение английского поэта Эдвина Арнольда; впервые было опубликовано в Лондоне, в 1879 году. Представляет собой поэму, повествующую о жизни, личности и философии индийского царевича Сиддхартхи Гаутамы,  ставшего после Просветления Буддой Шакьямуни, духовным учителем, основателем буддизма. Поэма неоднократно переиздавалась и  была переведена на другие языки.

## Из истории написания

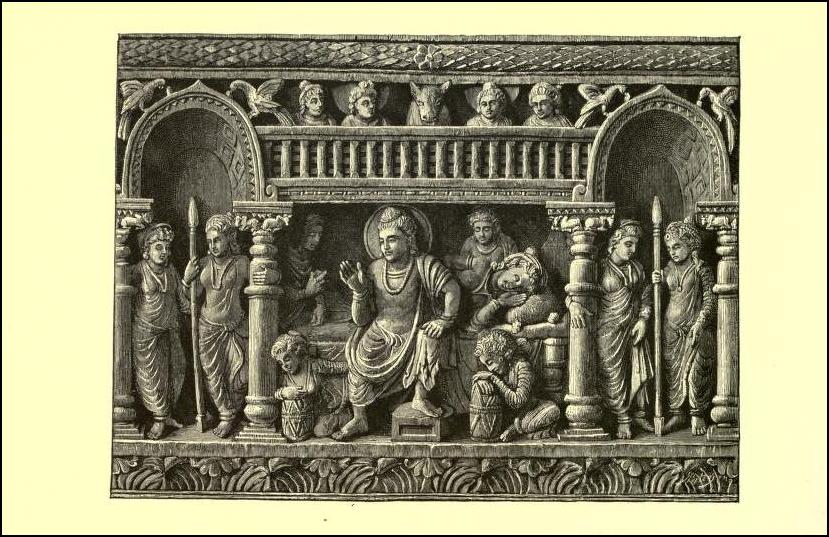
Фронтиспис издания 1885 года.

Арнольд использовал в качестве основного источника французский перевод «Лалитавистары», одной из наиболее красочных и беллетристических биографий Будды, созданных в Индии. Тем не менее, он дополнил её своими метафорами и углубил важные эпизоды из жизни Гаутамы, чтобы усилить драматизм повествования. Книга стала любимым чтением королевы Виктории, и впоследствии она возвела автора в рыцарское достоинство. Также за это произведение сиамский король наградил Арнольда Орденом Белого Слона.

## Постановки и экранизации
Американский композитор Дадли Бак (1839—1909), используя поэму как основу для либретто, написал в 1886 году ораторию «Свет Азии»; через год состоялось её первое публичное исполнение. Шведский композитор Аксель Вахтмейстер в своей опере-оратории «Царевич Сиддхартха», в основном, использовал текст поэмы Арнольда. В 1925 году по книге Арнольда был снят немецко-индийский фильм «Prem  Sanyas».

## Цитирование
В следующих произведениях авторов, близких к буддизму, приведены строфы из поэмы Арнольда:
- Блаватская Е. П. «Ключ к теософии».[K 8]
- Безант А., Ледбитер Ч. «Жизни Алкиона».
- Джадж У. К. «Океан теософии».
- Джинараджадаса Ч. «Практическая теософия».
- Олкотт Г. С. «Жизнь Будды и её уроки».

## Русский перевод

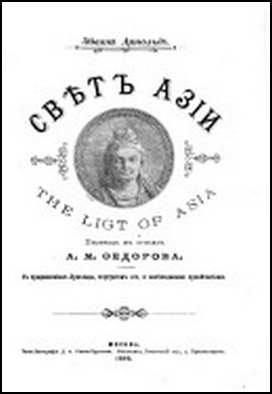
Русское изд., 1895 г.

Впервые на русский язык поэма была переведена А. Н. Анненской. Этот перевод под редакцией В. В. Лесевича был опубликован в Санкт-Петербурге в 1890 году издательством  В. А. Тиханова. В 1895 году там же в издательстве Д. А. Бонч-Бруевича вышел перевод А. М. Фёдорова с подзаголовком «Изложение в поэтической форме буддизма». Переиздание этого перевода в 1906 году вышло с примечаниями академика С. Ф. Ольденбурга.

## Издания
- The Light of Asia, Or the Great Renunciation (Mahabhinishkramana): Being the Life and Teaching of Gautama, Prince of India and Founder of Buddhism, As Told in Verse by an Indian Buddhist. — Taylor & Francis Group, 2016. — 172 p. — ISBN 9781138640658.
- Свет Азии = The Light of Asia / Пер. с англ. А. Н. Анненской. — СПб.: Типо-литография В. А. Тиханова, 1890. — 238 с.
- Свет Азии = The Light of Asia / Пер. с англ. А. М. Фёдорова. — СПб.: Типо-литография Д. А. Бонч-Бруевича, 1895. — 192 с.

## Комментарии
1. ↑  Повествование в поэме ведётся от имени «воображённого автором ревностного приверженца буддизма», который рассказывает о жизни и учении Будды.[1]
2. ↑  «Множество легенд, связанных с жизнью Гаутамы, были умело собраны и великолепно изложены в поэме „Свет Азии“ английского поэта Эдвина Арнольда».[2]
По мнению Е. П. Блаватской, автор поэмы продемонстрировал «замечательный образец литературного таланта, глубину философской мысли и религиозного чувства».[3]
3. ↑  К 1886 году количество переизданий достигло 35-ти.[4]
4. ↑  Только в США поэма «выдерживает 80 изданий с тиражом более полумиллиона экземпляров». (См. Буддизм в США#Проникновение и развитие буддизма)
5. ↑  «565 editions published between 1881 and 2013 in 12 languages and held by 2,580 WorldCat member libraries worldwide».[5]
6. ↑  Это первая в истории жанра оратория, в основу которой были положены события из жизни Будды.[8]
7. ↑  Аксель Рауль Вахтмейстер (швед. Axel Raoul Wachtmeister, 1865—1947) — сын шведского министра иностранных дел Карла Вахтмейстера и Констанции Вахтмейстер, подруги и соратницы Е. П. Блаватской.
8. ↑  Блаватская высоко ценила Арнольда. В завещании от 31 января 1885 года она просит друзей ежегодно собираться в день её смерти и читать отрывки из «Света Азии».[11]